# Franciszkowo (Lipno)
Pour les articles homonymes, voir Franciszkowo.
Franciszkowo est une localité polonaise de la voïvodie de Couïavie-Poméranie et du powiat de Lipno,.